# Cortijo Bacardí
El Cortijo Bacardí es un cotijo situado en el distrito de Churriana de la ciudad de Málaga, España. Se trata de una edificación levantada por frailes franciscanos entre los siglos XVII y XVIII y dedicado a casa de labores. Posteriormente fue adquirido por el Grupo Bacardí y convertido en fábrica de licores. Más recientemente ha sido reconvertido en centro de congresos, tras el abandono de la empresa Bacardí de la ciudad. De estilo barroco, se encuentra en un buen estado de conservación. El conjunto está organizado en torno a un patio central.